# شاون هوتشينسون
شاون هوتشينسون (بالإنجليزية: Shaun Hutchinson) (23 نوفمبر 1990 بنيوكاسل أبون تاين في المملكة المتحدة - ) هو لاعب كرة قدم بريطاني في مركزي الدفاع وقلب الدفاع. لعب مع نادي فولهام ونادي ماذرويل.

## وصلات خارجية
- شاون هوتشينسون على موقع قاعدة بيانات كرة القدم.إي يو (الإنجليزية)
- شاون هوتشينسون على موقع Soccerbase.com (لاعب) (الإنجليزية)
- شاون هوتشينسون على موقع Soccerway.com (الإنجليزية)
- شاون هوتشينسون على موقع عالم كرة القدم.نت (الإنجليزية)